# Виконавча рада штату Мен
Виконавча рада штату Мен — урядовий орган, затверджений у Конституції штату 1820 року. Ліквідована після референдуму 1975 року.
Складалася із семи членів, традиційно з провладної партії, та використовувалася як гарантія проти губернаторського узурпаторського контролю, однак мала проблеми з провладним губернатором. В останній рік виконавчої ради республіканська більшість стикнулася з серйозною демократичною опозицією. В листопаді 1975 року була розформована внаслідок референдуму.

## Відомі члени
- Джон Фремонт Хілл, Губернатор Мену
- Стівен Ліндсі, Президент сенату штату Мен та Конгресмен США.
- Джошуа Гаге, Конгресмен США
- Джон Ходдон, Президент сенату штату Мен
- Леві Хаббард, Конгресмен США